# Хеленски језици
Хеленски језици представљају грану индоевропских језика чији је главни члан грчки језик. У већини класификација, хеленски језици се састоје само од грчког, док неки лингивсти користе термин хеленски за групу која се састоји од правог грчког и других варијатета за које се мисли да су у вези, али довољно различити да буду одвојени језици, или међу античким сусједним језицима или међу савременим говорним дијалектима.

## Грчки и антички македонски
У хеленску језички породицу је предложено груписање правог грчког и античког македонског језика, што је једва потврђено и није познат који је степен сродности са грчким језиком. Приједлог „хеленске” групе са двије гране, у овом контексту, представља идеју да македонски није био само дијалект у грчком језику, него „сродан језик” изван групе варијатета правог грчког. Други приступ представља македонски као дијалект грчког језика или као некатегорисани палеобалкански језик.

## Савремени хеленски језици
Поред горе наведеног, неки лингвисти користе термин „хеленски” за савремени грчки језик у ужем смислу, који се заједно са још неким другим, различитим савременим варијатетима сматра посебним језицима на основу недостатка узајамне разумљивости. Статус посебног језика се најчешће користи за цаконски, који се сматра насљедником дорског а не атичког дијалекта, затим понтски и кападокијски грчки. Јужноиталијански дијалект такође није лако разумљив говорницима стандардног грчког језика. За кипарски дијалект се понекад тврди да има статус посебног језика, иако се то не може лако доказати. Супротно, јудео-грчки и стандардни грчки су међусобно разумљиви али се понекад сматра посебним језиком због етничких и културних разлика. Грчки лингвисти традиционално сматрају све њих дијалектима једног језика.

## Језичко стабло
|  | савремени грчки |
|  |                 |
|  | јудео-грчки     |
|  |                 |
|  | кипарски грчки  |
|  |                 |

|  | понтски      |
|  |              |
|  | маријупољски |
|  |              |

| италиотски грчки | грико (под дорским утицајем) |
|                  | грико (под дорским утицајем) |
|                  | јалабријски грчки            |
|                  |                              |

|  | савремени грчки |
|  |                 |
|  | јудео-грчки     |
|  |                 |
|  | кипарски грчки  |
|  |                 |

|  | понтски      |
|  |              |
|  | маријупољски |
|  |              |

| италиотски грчки | грико (под дорским утицајем) |
|                  | грико (под дорским утицајем) |
|                  | јалабријски грчки            |
|                  |                              |

|  | аркадокипарски (изумро; сродан микенском?) |
|  |                                            |
|  | памфилски (изумро)                         |
|  |                                            |

|  | савремени грчки |
|  |                 |
|  | јудео-грчки     |
|  |                 |
|  | кипарски грчки  |
|  |                 |

|  | понтски      |
|  |              |
|  | маријупољски |
|  |              |

| италиотски грчки | грико (под дорским утицајем) |
|                  | грико (под дорским утицајем) |
|                  | јалабријски грчки            |
|                  |                              |

|  | савремени грчки |
|  |                 |
|  | јудео-грчки     |
|  |                 |
|  | кипарски грчки  |
|  |                 |

|  | понтски      |
|  |              |
|  | маријупољски |
|  |              |

| италиотски грчки | грико (под дорским утицајем) |
|                  | грико (под дорским утицајем) |
|                  | јалабријски грчки            |
|                  |                              |

|  | аркадокипарски (изумро; сродан микенском?) |
|  |                                            |
|  | памфилски (изумро)                         |
|  |                                            |

|  | савремени грчки |
|  |                 |
|  | јудео-грчки     |
|  |                 |
|  | кипарски грчки  |
|  |                 |

|  | понтски      |
|  |              |
|  | маријупољски |
|  |              |

| италиотски грчки | грико (под дорским утицајем) |
|                  | грико (под дорским утицајем) |
|                  | јалабријски грчки            |
|                  |                              |

|  | савремени грчки |
|  |                 |
|  | јудео-грчки     |
|  |                 |
|  | кипарски грчки  |
|  |                 |

|  | понтски      |
|  |              |
|  | маријупољски |
|  |              |

| италиотски грчки | грико (под дорским утицајем) |
|                  | грико (под дорским утицајем) |
|                  | јалабријски грчки            |
|                  |                              |

|  | аркадокипарски (изумро; сродан микенском?) |
|  |                                            |
|  | памфилски (изумро)                         |
|  |                                            |

|  | савремени грчки |
|  |                 |
|  | јудео-грчки     |
|  |                 |
|  | кипарски грчки  |
|  |                 |

|  | понтски      |
|  |              |
|  | маријупољски |
|  |              |

| италиотски грчки | грико (под дорским утицајем) |
|                  | грико (под дорским утицајем) |
|                  | јалабријски грчки            |
|                  |                              |

|  | савремени грчки |
|  |                 |
|  | јудео-грчки     |
|  |                 |
|  | кипарски грчки  |
|  |                 |

|  | понтски      |
|  |              |
|  | маријупољски |
|  |              |

| италиотски грчки | грико (под дорским утицајем) |
|                  | грико (под дорским утицајем) |
|                  | јалабријски грчки            |
|                  |                              |

|  | аркадокипарски (изумро; сродан микенском?) |
|  |                                            |
|  | памфилски (изумро)                         |
|  |                                            |

## Класификација
Антички језици који су можда били повезани са хеленским језицима, као антички македонски и фригијски, нису оставили довољно трагова да би омогућили детаљно упоређивање. Међу живим индоевропским језицима, често се тврди да грчки има најближе генетске везе са јерменским и индоиранским језицима.